# فيليب بوخنر
فيليب بوخنر (بالألمانية: Philipp Friedrich Buchner)‏ (و. 1614 – 1669 م) هو ملحن ألماني، ولد في فرتهايم آم ماين، يستخدم آلات كمان، توفي في فورتسبورغ، عن عمر يناهز 55 عاماً.

## روابط خارجية
- فيليب بوخنر على موقع ميوزك برينز (الإنجليزية)
- فيليب بوخنر على موقع ديسكوغز (الإنجليزية)